# Aeshna moori
Aeshna moori är en trollsländeart som beskrevs av Elliot C.G. Pinhey 1981. Aeshna moori ingår i släktet mosaiktrollsländor, och familjen mosaiktrollsländor. Inga underarter finns listade i Catalogue of Life.